# Anoressia nervosa
L'anoressia nervosa (AN) (spesso chiamata semplicemente anoressia) è un disturbo del comportamento alimentare. È caratterizzata dalla insufficiente assunzione di cibo, fino al completo digiuno, e da una percezione alterata del proprio corpo.

## Descrizione
L'anoressia coinvolge nella sua evoluzione funzioni psicologiche, neuroendocrine, ormonali e metaboliche. Si tratta di una patologia psichiatrica a eziologia multifattoriale che, a differenza di quasi tutte le altre malattie che interessano la psiche umana, nel suo decorso porta anche a compromissioni fisiche.

L'anoressia nervosa presenta svariata sintomatologia, tra cui: la progressiva restrizione calorica, fino in alcuni casi ad arrivare al totale digiuno, la paura ossessiva di ingrassare e una patologica relazione con il proprio corpo, che sfocia nel disturbo dell'immagine corporea, ossia una percezione distorta del proprio corpo e delle proprie forme. Già Hilde Bruch, medico psichiatra del secolo scorso scriveva 
«Ciò che è patognomico dell’anoressia non è la gravità della malnutrizione di per sé – gravi quadri di malnutrizione si riscontrano anche in altri pazienti psichiatrici malnutriti – ma piuttosto la distorsione dell’immagine corporea a essa associata: l’assenza di preoccupazione per la denutrizione, anche quando è avanzata, e la forza e caparbietà con cui l’aspetto spesso raccapricciante viene descritto e difeso come “normale” e “giusto”, non troppo magro, e come unica sicurezza possibile contro il temuto destino di ingrassare»

## Esordio della malattia
L'anoressia nervosa è un disturbo alimentare che inizia spesso con l'autogestione della dieta, caratterizzata da una riduzione progressiva delle calorie consumate. Possono manifestarsi comportamenti ossessivi nei riguardi delle quantità di cibo assunte ed il corrispondente apporto calorico di ciascuno di loro.
La malattia si manifesta con un controllo ossessivo del cibo, che diventa sempre più intrusivo e invalidante. I pensieri si intensificano, dando luogo a ossessioni, compulsioni, fobie e comportamenti disfunzionali.
Alcuni esempi di questi comportamenti includono: evitare di annusare o toccare il cibo per paura di assumere calorie; masticare e poi sputare gli alimenti; avere un terrore ossessivo di ingrassare, di certe categorie di alimenti, e di perdere il controllo. La persona può iniziare a restringere ulteriormente l'apporto calorico, mangiare solo a determinate ore, e limitarsi a consumare sempre gli stessi alimenti. Inoltre, potrebbe sentirsi obbligata a usare lo stesso piatto, le stesse posate e a mangiare nello stesso posto. Altri comportamenti includono sminuzzare il cibo, mangiare molto lentamente, masticare a lungo e conoscere a memoria i valori nutrizionali degli alimenti.
In alcune varianti dell'anoressia, come l'anoressia purging, la persona può anche ricorrere a comportamenti compensatori, come il vomito autoindotto o l'uso di lassativi. Spesso è presente in molte pazienti l'iperattività fisica, per bilanciare l'assunzione di calorie. Questi comportamenti possono avere un impatto negativo su tutti gli aspetti della vita della persona affetta.

## Conseguenze
Le conseguenze, in primo luogo psicologiche e sociali, sono anche, come anticipato, fisiche e molto serie: problemi ormonali, inedia e amenorrea, osteoporosi, compromissione epatica, bradicardia, malnutrizione, rapido calo ponderale e grave sottopeso, a volte indice di stadi della malattia molto avanzati. Inizialmente, si consideravano il calo ponderale e la grave magrezza come primo sintomo; in realtà, negli anni, si è notato come l'anoressia nervosa possa essere presente in persone a qualsiasi peso.

## Trattamenti
Il trattamento più efficace dell'anoressia nervosa è la psicoterapia, accompagnata e sostenuta da altri percorsi: riabilitazione nutrizionale (figure di riferimento: dietista, nutrizionista, dietologo), rieducazione e riabilitazione all'immagine corporea (figura di riferimento: psicologo e tecnico della riabilitazione psichiatrica, specializzati in trattamento dei disturbi dell'alimentazione e disturbi dell'immagine corporea). 
Talvolta, può essere necessario il sostegno di una terapia farmacologica, da stabilire con lo psichiatra. Nei casi molto gravi, queste terapie passano in secondo piano perché diventa di primaria importanza salvare e riabilitare la salute fisica. In questi casi, si rivelano necessari, per esempio: il divieto di muoversi per preservare la salute cardiaca, la prescrizione di integratori alimentari proteici o ipercalorici, nutrizione artificiale tramite sonda nasogastrica, flebo, etc. 
Esistono diversi approcci psicoterapeutici, e per gli adulti le linee guida e la letteratura internazionale non identificano un approccio migliore di un altro, mentre per gli adolescenti il trattamento di elezione è il family-based treatment.
In ogni caso, il percorso psicoterapico più indicato sarebbe quello portato avanti con uno specialista formato sulla cura dei disturbi alimentari. Le cure psicofarmacologiche attuali, invece, possono dare solo parziale beneficio alla persona, non agiscono direttamente sul disturbo, ma aiutano a contenere l'intensità del sintomo e svolgono la loro azione per lo più sulle patologie correlate, come depressione, disturbi d'ansia, disregolazione emotiva, sintomatologia ossessivo-compulsiva, etc.

## Storia
L'anoressia nervosa è comunemente considerata una malattia del "mondo industrializzato", anche se i primi casi accertati e riconosciuti si riferiscono a epoche antecedenti. Le sue origini nosografiche sono molto antiche.

### Nel Medioevo

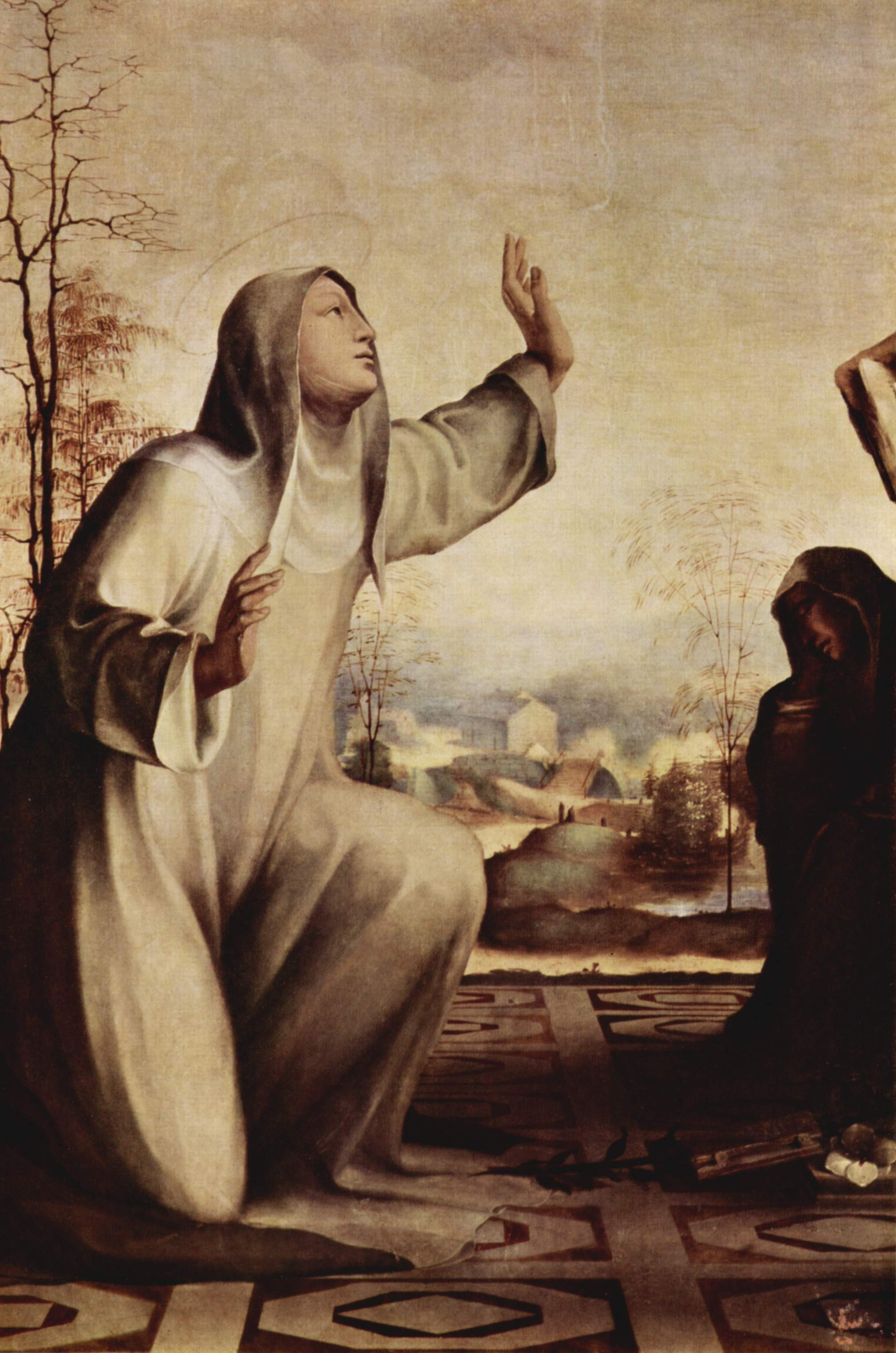
Santa Caterina da Siena (25 marzo 1347 - 29 aprile 1380), si suppone fosse malata di anoressia nervosa.

Nel periodo medievale, in cui i valori religiosi erano ben radicati, una condotta simile a quella che in epoca moderna si sarebbe potuta definire come anoressia, era accompagnata da un'ampia accettazione sociale e vista come un traguardo spirituale da raggiungere; si parlava infatti di "digiuni ascetici", e spesso si cercava il perseguimento di virtù spirituali attraverso la mortificazione del corpo.
Secondo lo storico Rudolph Bell, tra coloro che potrebbero aver sofferto di tali disturbi vi sarebbero anche alcune donne successivamente venerate, tra le quali santa Caterina da Siena e beata Angela di Foligno.

### In epoca moderna
Anche se fu probabilmente un medico genovese, Simone Porta, il primo a studiare e descrivere nel 1500 il quadro clinico dell'anoressia nervosa, è tradizione diffusa far risalire la scoperta della malattia al 1689, quando fu pubblicato per opera del medico britannico Richard Morton il primo resoconto di due pazienti - un ragazzo minorenne e una ragazza di 18 anni - che, in assenza di patologie manifeste, rifiutavano di alimentarsi. Morton definì tale disturbo "emaciazione nervosa":
(Descrizione del caso clinico ad opera di Richard Morton.)

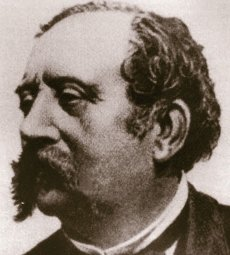
Charles Lasègue (5 settembre 1816- 20 marzo 1883), colui che coniò il termine di anoressia isterica.

Nel 1860 Louis-Victor Marcé descrisse un "disordine dello stomaco" con una predominanza nel sesso femminile, concetto che fu ripreso e identificato quasi contemporaneamente nel 1870 da Charles Lasègue come anoressia isterica a Parigi, e da William Gull come anoressia nervosa a Londra. Fu lo stesso Lasegue a fornire la prima descrizione approfondita del nucleo psicopatologico centrale del disturbo; a Gull e Lasegue si deve quindi il merito di aver posto l'attenzione sull'origine non organica di tale disturbo, oltre all'intuizione del ruolo importante svolto dalla famiglia nello sviluppo dell'anoressia.
Negli anni compresi tra il 1889 e il 1911 si ritrovano lavori in merito di neurologi come Jean-Martin Charcot e Gilles de la Tourette. Nel corso dell'anno 1903 lo psicologo francese Pierre Marie Félix Janet, nel suo scritto "Les Obsessions et la Psychasthénie", descrisse le caratteristiche della malattia dandole un'altra definizione: psicoastenia. Lo psicologo pensava che fosse dovuta a un rifiuto da parte della donna della sua sessualità.
Nel 1914, il fisiologo Morris Simmonds suggerì l'ipotesi dell'insufficienza pituitaria grave (ossia uno scompenso dell'ipofisi) come base della patologia, impostando così per gli anni successivi un approccio endocrinologico all'anoressia nervosa. La categoria diagnostica dell'anoressia nervosa è apparsa nel DSM (Manuale Diagnostico Statistico dei disturbi mentali) sin dalla sua seconda edizione (DSM-II), del 1968; da allora il disturbo è rimasto presente nel DSM attraverso tutte le edizioni e revisioni, fino all'attuale DSM-5.
Sigmund Freud riguardo alla malattia affermò che «la nota anoressia nervosa delle giovani donne mi sembra, dopo attenta osservazione, essere una melanconia dove la sessualità non è sviluppata».

## Epidemiologia
I vari studi sull'epidemiologia dell'anoressia nervosa non concordano. Se parte di essi tende a evidenziare un preoccupante aumento dei casi, altri ne sottolineano l'andamento costante, senza alcuna variazione. Un altro studio di tipo meta-analitico, che ha esaminato l'evoluzione storica della malattia nel passato (1995), ha dimostrato come negli anni novanta la percentuale di popolazione colpita sia rimasta costante.
Secondo i dati ricavati dalla letteratura, la prevalenza (numero totale dei casi nella popolazione) dell'anoressia si attestava attorno allo 0,3% nel 2003, mentre l'incidenza (numero di nuovi casi nella popolazione in un determinato periodo di tempo) è di 8 casi per 100 000 soggetti in un anno. La percentuale poi è stata aggiornata a 0,42% nel 2006 da studi condotti in Italia. In seguito, nel 2007, la prevalenza si sarebbe leggermente alzata, attestandosi attorno allo 0,5% o, come suggerisce più pessimisticamente un altro studio, avrebbe superato il 2%. Per quanto riguarda l'età di esordio, questa si situa fra i 12 e i 25 anni (anche se si sono verificati negli ultimi anni diversi casi che superano i 30 anni), con il momento più critico fra i 15 e i 19 anni. Altri studi hanno trovato picchi di incidenza in corrispondenza dei 14 e 18 anni d'età. La malattia quindi colpisce soprattutto gli adolescenti, ma ultimamente si stanno sempre più registrando casi negli adulti e anche tra gli anziani.
Altra caratteristica tipica dell'anoressia è quella di essere un disturbo prettamente femminile: circa il 90% dei casi, infatti, si sviluppa in pazienti di sesso femminile. Il problema però non riguarda solamente le donne. È stato stimato, infatti, che sul totale degli ammalati risultano essere presenti dal 5% al 10% di casi riguardanti ragazzi adolescenti e maschi adulti.
Il rapporto uomini-donne secondo alcune ricerche è di 1:10; altri studi hanno rilevato una differenza minore fra i sessi, arrivando anche a 1:8. La percentuale di maschi anoressici sembra in aumento, ma ciò potrebbe derivare dal semplice fatto che oggi un maggior numero di uomini si rivolgono ad un medico per curare tale disturbo.
Nel sesso maschile è maggiormente espresso un altro problema collegato all'immagine del corpo (cfr. Anoressia riversa o bigoressia), per cui l'ideale non è quello di apparire magri ma il più muscolosi possibile. (In questo caso si parla di dismorfia muscolare, che è stata considerata come un fenotipo dell'anoressia. Anche se gli studi in passato sono stati pochi, è stato riscontrato negli uomini anoressici una diminuzione del desiderio sessuale. Poiché in passato ritenuta malattia quasi esclusivamente femminile l'interesse accademico circa l'incidenza dell'anoressia nel mondo maschile si è sviluppato solo di recente; ciò fa sì che siano diffusi stereotipi quali l'anoressia come "malattia da donne", o l'associazione della sua manifestazione maschile a condizioni quali l'effeminatezza, la bisessualità o l'omosessualità. Diversi studi dimostrano come la malattia si manifesti indipendentemente dall'orientamento sessuale del soggetto (l'80% degli anoressici maschi sarebbero eterosessuali).
Molti sono i caratteri comuni tra i due sessi, compresa la prognosi.

### Nel mondo
Uno studio effettuato su una raccolta di diverse pubblicazioni di varie nazionalità, sia occidentali sia orientali, ha evidenziato che l'anoressia nervosa sembra essere più diffusa nei paesi più progrediti economicamente, portando alla definizione di "sindrome culturale".
Nella seguente tabella sono riportati alcuni dati raccolti in determinati paesi del mondo:
| Nazione     | Incidenza e/o prevalenza                                                                     |
| ----------- | -------------------------------------------------------------------------------------------- |
| Norvegia    | 5,7%                                                                                         |
| Inghilterra | 0,1% nel 1995; 0,5% dieci anni dopo                                                          |
| Giappone    | 4,79% ma arriva al 17,10% se si considerano soltanto le donne nella fascia di età 15-29 anni |
| Messico     | 0%                                                                                           |
| Romania     | 0,6%                                                                                         |
| Tanzania    | 1,9%                                                                                         |
| Italia      | 0,2-0,8% al 2008 e 1,3% al 1993                                                              |

L'anoressia è una sindrome legata al benessere, come dimostrano la sua assenza nei paesi più poveri dell'Africa, Asia e America Latina e la sua comparsa in persone immigrate da nazioni più povere a nazioni più ricche. Tuttavia si rileva che in molti paesi asiatici, come Filippine, Cambogia, Vietnam, Malaysia gli studi epidemiologici sono abbastanza carenti. Gli studi effettuati hanno rivelato una presenza molto bassa della condizione nei paesi di cultura araba. Riguardo all'incidenza in Tanzania mostrata in tabella, l'aumento rispetto al passato dove la percentuale era lo 0% è attribuito ad una esposizione della popolazione alla cultura del mondo occidentale. Significativa rimane l'influenza del modello occidentale, che aumenta la diffusione dell'anoressia nervosa nel mondo.

## Anoressia nervosa e COVID-19
La pandemia da COVID-19, iniziata nel febbraio 2020, ha avuto numerosi effetti sulla salute sia fisica che psicologica delle persone, con un aumento generalizzato della domanda di salute psichiatrica a livello globale. Un significativo aumento dei casi di anoressia nervosa, e una ingravescenza dei sintomi in pazienti già diagnosticati, è stata registrata a seguito dei diversi lockdown che si sono susseguiti nei diversi stati per il contenimento della pandemia. Le cause del fenomeno non sono ancora state comprese e sono oggetto di dibattito all'interno del mondo scientifico. Tra le ipotesi più plausibili troviamo:
- la riduzione dei contatti sociali, la percezione di pericolo e lo stato di crisi possono aver aumentato i livelli di stress favorendo così la comparsa del disturbo in soggetti predisposti.
- l'isolamento sociale, con la ridotta mobilità associata, può aver ridotto la possibilità di utilizzare strategie di controllo del peso (es. esercizio fisico eccessivo e compulsivo) in soggetti con anoressia nervosa, alimentando la restrizione calorica con conseguente peggioramento della sintomatologia caratteristica.
- il cambiamento delle routine quotidiane può aver impattato su soggetti con anoressia nervosa in modo più pervasivo rispetto a soggetti sani, aumentando i livelli di stress e i correlati sintomatologici tipici dell'anoressia nervosa.
- la difficoltà nell'accedere alle cure dovuto alla limitata attività dei servizi territoriali per disturbi alimentari può aver peggiorato la sintomatologia caratteristica
Tutti questi aspetti sono oggetto di indagine scientifica e di dibattito in letteratura.

## Sintomatologia
I criteri definiti dal DSM-5 per la diagnosi di anoressia nervosa sono:
1. Riduzione dell’introito calorico giornalieri rispetto a quello richiesto che determina un peso corporeo significativamente basso
2. Intensa paura di prendere peso o paura del sovrappeso, o la presenza di comportamenti persistenti che interferiscono con l’aumento di peso anche quando questo è significativamente basso (es. esercizio fisico eccessivo e compulsivo)
3. Disturbi nel modo in cui il proprio corpo e le sue forme sono percepite (il disturbo dell'immagine corporea)[62], un'eccessiva importanza attribuita al peso e alle forme corporee nell’autovalutazione, o la persistente mancanza di riconoscimento della gravità del proprio sottopeso.

Nel passaggio dal DSM-IV-TR al DSM-5 sono cambiati i criteri diagnostici per la diagnosi di anoressia nervosa; in particolare è stata rimossa la presenza di amenorrea per tre cicli consecutivi, dal momento che il criterio non è applicabile ai maschi, alle femmine in età prepuberale o per chi assume pillole anticoncezionali. Inoltre l'eliminazione dell'amenorrea come criterio diagnostico dell'anoressia nervosa è motivata dall'osservazione, in alcune pazienti, di una mantenuta attività mestruale.
Sono stati compiuti degli studi al fine di comprendere meglio quali siano gli impatti di tali disturbi sui familiari dei soggetti colpiti dall'anoressia nervosa.

### Manifestazioni minori
Altre manifestazioni sono:
- diminuzione della densità minerale ossea che porta all'osteopenia, e alla sua forma più grave, l'osteoporosi,[65] presente dal 20% fino alla metà delle persone malate;[66]
- diminuzione del desiderio sessuale (arrivando alla disfunzione erettile per gli uomini) dovuto a deficit di testosterone;
- eccesso di cortisolo o sindrome di Cushing
- deficit di zinco, la cui somministrazione è prevista come terapia nutrizionale aggiuntiva (in dosi di 14 mg al giorno);[67]
- cefalea;
- carie dentaria;
- diminuzione della capacità di concentrazione sotto stress, soprattutto nei casi di lunga durata, mentre in condizioni normali non si notano alterazioni.[68]
- ipoglicemia, derivante da un'anomala secrezione dell'ormone peptidico glucagone;[69]
- pancreatite cronica e la sua forma acuta sono correlate all'anoressia e alla malnutrizione in genere, anche se non è chiaro come nasca la patologia;[70]
- diminuzione della conta dei leucociti nel sangue, dovuta alla diminuzione del IGF-I.[71]

### Comorbilità psichiatriche
L'anoressia nervosa spesso si presenta in comorbilità con altri disturbi psichiatrici. Tra i più comuni troviamo:
- Depressione, a seconda dello studio la sua incidenza varia dal 25% dei casi arrivando a sfiorare anche l'80%, che può anche perdurare dopo la guarigione dalla malattia. Alcuni autori discutono sul fatto che depressione e digiuno prolungato portino a identiche manifestazioni, suggerendo il solo calo ponderale e non la presenza dello stato depressivo.[72]
- Ansia, la cui coesistenza è difficile da comprendere; gli studi condotti dimostrano un'elevata variabilità dell'incidenza, compresa tra il 20 e il 65%, ma il dato è più elevato se si valuta la condizione pre-iniziale dello stato morboso (90%).[72]
- Disturbo da uso di sostanze.
- Disturbo di personalità. Nel caso dell'anoressia nervosa il disturbo riguarda il cluster C (comprende i disturbi di personalità evitante, dipendente e ossessivo compulsivo), rilevata soprattutto nella tipologia di alimentazione compulsiva.[73] Altri autori si discostano leggermente da tale affermazione includendo la forma compulsiva nel cluster B (comprende i disturbi di personalità antisociale, borderline, istrionica e narcisistica).[74]
- Disturbo ossessivo-compulsivo di personalità. Secondo alcuni autori tale manifestazione sarebbe una sottospecie dei disturbi alimentari. I ricercatori, grazie a una meta-analisi di tutti gli studi effettuati, si sono pronunciati notando come i risultati siano eterogenei, portando nella maggioranza dei casi a cambiamenti nell'evolversi della malattia e spesso al peggioramento di essa.[75]

Per quanto riguarda l'espressione della rabbia e dell'aggressività diretta verso gli altri, la mancanza di tale fattore è proprio una caratteristica che contraddistingue l'anoressia nervosa dalla bulimia nervosa.

### Manifestazioni dermatologiche
Vi sono molte manifestazioni a livello dermatologico nell'anoressia nervosa, che sovente colpiscono le mani della persona, anche se nessuna di esse è caratteristica della condizione patologica. Fra esse si ritrovano:
- xerosi cutanea, l'anormale mancanza di umidità nella pelle;
- gengivite, l'infiammazione dei tessuti gengivali;
- fragilità e conseguente lesione delle unghie;[78]
- acne, che può essere curata momentaneamente con una combinazione di ciproterone acetato e etinilestradiolo;
- cheilite, infiammazione del labbro.
- "segno di Russel", una formazione callosa di forma nummulare sul dorso della mano, causata dal ripetuto sfregamento con gli incisivi superiori durante l'introduzione delle dita nel cavo orale, per l'induzione del vomito[79].

### Manifestazioni cardiache
Si è svolto uno studio approfondito, sfruttando molti dei risultati fino a quel tempo ottenuti, per comprendere a cosa fosse dovuto l'arresto cardiocircolatorio che ha portato alla morte diversi soggetti affetti dall'anoressia senza riuscire a comprendere quale fosse il motivo. Nello stesso studio meta-analitico è stato evidenziato che le manifestazioni maggiormente riscontrate a livello cardiaco sono:
- bradicardia, che si manifesta più facilmente quando vi è una notevole perdita di peso[81]
- alterazione (aritmie cardiache a livello ventricolare) e prolungamento dell'intervallo dell'onda QT.[80][82]

### Fattori di rischio
Alcuni studi hanno rilevato diversi fattori di rischio che aumentano la possibilità di sviluppare un caso clinico di anoressia:
- cefaloematoma, un'emorragia a livello del cervello dei neonati, da cui potrebbe nascere un danneggiamento dell'encefalo;[83]
- parto pretermine: una nascita prematura predispone maggiormente il nascituro al rischio di sviluppare in seguito anoressia nervosa, rispetto a una nascita normale. Vi sono molte manifestazioni correlate a una nascita anticipata, come il ritardo conoscitivo, che a loro volta possono influenzare i problemi del comportamento, comprese le difficoltà legate all'assunzione di cibo.[83]

## Tipologia
È possibile individuare due sottotipi di anoressia nervosa, a seconda che il paziente presenti o meno condotte di eliminazione che esulino dal normale rifiuto di cibo (quali vomito autoindotto, uso esagerato di lassativi, diuretici, o clisteri):
- restrittivo, se non mostra elementi di tal genere;
- con alimentazione compulsiva/autoliberatoria se invece manifesta tali comportamenti.[85]

È stato effettuato uno studio articolato su 10 anni per comprendere quali siano le differenze a livello socio-demografico tra i due tipi di anoressia. Da tale studio è emerso che:
- le ragazze affette dal tipo restrittivo hanno un rapporto migliore con la famiglia e soprattutto con la madre;
- le persone affette dalla forma compulsiva sono state vittime, con maggiore frequenza rispetto ai pazienti con forma restrittiva, di abuso fisico o sessuale spesso da parte del padre;
- in entrambe le forme si è riscontrata un'elevata percentuale di casi di abuso di alcolici da parte del padre;
- chi manifesta la forma compulsiva ha una maggiore tendenza all'abuso di alcool e con un desiderio di suicidarsi maggiore.

Altri risultati riguardano i genitori dei ragazzi malati di anoressia, e sono relativi ai disturbi mentali della madre: la frequenza è molto maggiore in famiglie con figli malati di anoressia restrittiva.
È stata descritta in letteratura anche un'altra forma di anoressia nervosa, che si differenzia dalle due precedenti, il cui nome, "anoressia cronica di Meyer", deriva dallo studioso Adolf-Ernst Meyer. La differenza sostanziale è che quest'ultima compare esclusivamente nell'infanzia ed è di tipo cronico, al punto da comportare un ritardo e un iposviluppo del corpo.

## Esami diagnostici
Per accertarsi che una persona sia affetta da anoressia nervosa non esistono esami specifici. La diagnosi è clinica e si basa su un'accurata anamnesi personale, sulla presenza di sintomi evidenti (come lo stato di magrezza patologica) e su aspetti psicologici e comportamentali che vengono raccolti durante il colloquio clinico. Esistono inoltre dei questionari ad ausilio del clinico nel formulare la diagnosi, che la persona compila:
- Eating Attitudes Test, (EAT-26) un questionario composto da 26 domande, per controllare i disturbi dovuti alla dieta, alla bulimia e alla preoccupazione del cibo;[88]
- Eating Disorder Symptom Severity Scale, (EDS3) per studiare i sintomi che accompagnano l'anoressia: la preoccupazione dell'immagine del proprio corpo, la paura di ingrassare, l'ansia dovuta al cibo;[89]
- Eating Disorders Symptom Impact Scale (EDSIS), creata ultimamente, esamina la nutrizione, il comportamento della persona e l'isolamento sociale.[90]

Alle domande del test si dovrebbe rispondere con la frequenza con cui tale evento capita:
| Numero | Le domande dell'EAT 26                                                 |
| ------ | ---------------------------------------------------------------------- |
| 1      | Paura di ingrassare                                                    |
| 2      | Quando si ha fame si evita di mangiare                                 |
| 3      | Il pensiero del cibo preoccupa                                         |
| 4      | A volte si mangia senza fermarsi                                       |
| 5      | Fare a piccoli pezzi il cibo                                           |
| 6      | Controllare le calorie che si ingurgita                                |
| 7      | Evitare cibi ricchi di carboidrati                                     |
| 8      | Gli altri desiderano che ingurgiti altro cibo                          |
| 9      | Vomitare dopo aver mangiato                                            |
| 10     | Sentirsi in colpa dopo aver mangiato                                   |
| 11     | Desiderare di essere più magri                                         |
| 12     | Durante l'attività fisica si pensa alle calorie bruciate               |
| 13     | Agli altri appari sottopeso                                            |
| 14     | Il pensiero del grasso sul corpo preoccupa                             |
| 15     | Durante il pasto si impiega molto tempo per finirlo                    |
| 16     | Evitare i cibi con zuccheri                                            |
| 17     | Mangiare cibi ritenuti dietetici                                       |
| 18     | Il cibo controlla la propria vita                                      |
| 19     | Saper controllare la fame                                              |
| 20     | Gli altri insistono sul mangiare                                       |
| 21     | Il cibo occupa molto tempo e pensieri                                  |
| 22     | Dopo aver ingurgitato dei cibi ricchi di calorie ci si sente a disagio |
| 23     | Seguire diete specifiche                                               |
| 24     | Amare sentirsi lo stomaco vuoto                                        |
| 25     | Stimolo di vomito dopo aver ingurgitato il cibo                        |
| 26     | Desiderio di provare cibi diversi dal solito e molto elaborati         |

## Diagnosi differenziale
Esistono altri disturbi alimentari collegati:
- Ortoressia o ortoressia nervosa, che va contro la domanda 26 del questionario (EAT26). In tal caso si cercano i cibi più sani e semplici, spesso crudi.
- Anoressia riversa, chiamata anche bigoressia o dismorfia muscolare, dove si cerca di aumentare la massa muscolare. Anche in tal caso si è in presenza di un disturbo dell'immagine del proprio corpo. L'anoressia riversa non fa comunque parte dei disturbi alimentari ma è considerato una sottocategoria del disturbo da dismorfismo corporeo, presente nei disturbi ossessivo-compulsivi.
- Sindrome da alimentazione notturna, dove l'anoressia nervosa è soltanto una delle fasi della sindrome, che si conclude nel mattino, seguita da iperfagia e insonnia.
- Ipertiroidismo, malattia nella quale l'individuo dimagrisce anche se si alimenta più del normale.
- Schizofrenia, in cui si verifica la sitofobia (rifiuto patologico del cibo).

### Differenze con la bulimia nervosa
Vi sono molte differenze con la bulimia nervosa:
| Differenza                                                                        | Anoressia nervosa                                                                                          | Bulimia nervosa |
| --------------------------------------------------------------------------------- | --- | --- |
| Peso                                                                              | Il peso rimane costantemente basso, sotto la media BMI                                                     | Il peso rimane nella norma o in sovrappeso |
| Decade di incidenza maggiore (quando compare il disturbo)                         | Si presenta nella prima giovinezza della persona                                                           | Si presenta più tardi rispetto all'anoressia nervosa |
| Richiesta di aiuto                                                                | La persona malata non cerca quasi mai un aiuto nelle prime fasi del disturbo                               | Più facilmente la persona chiede aiuto |
| Rapporto con il menarca (primo sanguinamento della donna durante la mestruazione) | A volte è correlata all'anticipazione del menarca. Il ridotto peso corporeo può inoltre generare amenorrea | Non ha alcun rapporto con le mestruazioni |
| Diffusione nei soggetti maschili                                                  | Anche se l'incidenza è notevolmente inferiore, la malattia colpisce anche i maschi                         | L'incidenza è quasi esclusivamente femminile |
| Malattie precedenti                                                               | La malattia è di origine primitiva (non deriva da nessun'altra)                                            | Può iniziare con un esordio di tipo anoressico, ma evolve in un discontrollo del comportamento alimentare (le abbuffate) che vengono compensate con vomito, lassativi o altre strategie di compenso |
| Disturbi mentali associati (entrambi mostrano uno stato depressivo)               | Stato di ansia                                                                                             | Maggiore discontrollo degli impulsi |
| Prognosi                                                                          | Positiva soltanto se gli interventi sono tempestivi                                                        | Buona in più della metà dei casi, risponde bene alla terapia |

## Patologie derivate
- Sindrome da rialimentazione, un insieme di disturbi metabolici che colpisce le persone che mostrano difficoltà nell'uscire da uno stato di malnutrizione, viene descritto anche durante la cura dell'anoressia.[93]
- Sindrome di Boerhaave, una rottura dell'esofago, che deriva dall'eccessivo vomito, e forme di pneumotorace acuto.[94]
- Pellagra, malattia potenzialmente mortale.[95]

## Eziologia
Le cause dell'anoressia nervosa non sono del tutto chiare. Esistono dei motivi predisponenti di natura sia biologica, sia sociale, sia psicologica ai quali si sovrappongono dei fattori scatenanti che portano allo sviluppo della malattia.

### Cause biologiche
Gli ormoni gastrointestinali svolgono un ruolo importante nella regolazione neuroendocrina dell'ingestione del cibo e del senso di sazietà. La grelina è un ormone che riesce a stimolare l'appetito: un suo non corretto funzionamento potrebbe essere una causa, oltre che dell'obesità, anche dell'anoressia nervosa.
Recenti studi mostrano l'influenza che i neuropeptidi della tiroide e la diminuzione della leptina, un ormone che controlla il peso corporeo, hanno sul manifestarsi dell'anoressia. Viceversa, altri studi mostrano che l'anoressia nervosa è associata a osteoporosi nel 38-50% dei casi.

### Cause sociali
Tra i fattori predisponenti è rilevante il fatto di avere un familiare che soffre, o ha sofferto, di un disturbo del comportamento alimentare. Altra causa che può portare allo sviluppo di tali problemi è il crescere in una famiglia dove esiste una grave difficoltà nella comunicazione interpersonale e nell'espressione delle proprie emozioni; in tal caso l'anoressia può assumere il senso di una "comunicazione senza parole" alla famiglia, nella famiglia e per la famiglia (con vari aspetti di protesta, di richiesta di attenzione, di manifestazione di un disagio individuale o del sistema famigliare nel suo complesso).
In altri casi il disturbo può dipendere da significativi problemi di autostima, legati eventualmente anche a feedback negativi e reiterati dal sistema sociale, familiare o amicale (è il caso, per esempio, delle vittime di bullismo). Disturbi dell'alimentazione possono insorgere anche in seguito a marcate delusioni affettive, o gravi problemi relazionali nella coppia.
Altri fattori di rischio sono l'appartenenza a determinati gruppi sociali in cui è rilevante la tematica del controllo del peso (ad es. ballerine/i, ginnaste/i, cicliste/i o altri sportivi professionisti); il vivere in un'area urbana di un paese occidentale, dove la magrezza viene enfatizzata come un valore sociale positivo; il fatto di soffrire di un disturbo della personalità. Un ruolo importante viene svolto anche dai mass media, mostrando alle donne più giovani canoni di bellezza non corrispondenti al loro fisico.
Negli ultimi anni, l’influenza negativa di certi ideali di perfezione è stata amplificata dalla produzione di specifici contenuti web, spesso definiti Pro Ana o Pro Anorexia. Questi vengono condivisi sui social media frequentati per lo più dagli adolescenti, che da questo punto di vista costituiscono perciò la categoria più a rischio.
In questo senso, l’anoressia nervosa può essere una conseguenza dell’elevato perfezionismo generato da una certa percezione degli standard esterni e delle aspettative sociali.

### Cause psicologiche
Fra i primi ad accorgersi di un risvolto psicologico della malattia fu John A. Ryle, che nel 1936 notò una correlazione della malattia con le delusioni d'amore. Oltre ai fattori sociali e familiari, vi sono importanti fattori di rischio legati al forte desiderio di sottoporsi (spesso ripetutamente) a diete ferree per il raggiungimento di uno standard estetico; la difficoltà ad adattarsi ai cambiamenti e agli eventi stressanti; fallimenti amorosi; gravi difficoltà scolastiche o lavorative; alterazione della normale condizione familiare o anche una forzata separazione da essa; lutti o gravi incidenti occorsi ad amici o parenti; abusi sessuali e fisici.
Processo importante di mantenimento del disturbo è quello della dismorfofobia: le persone con questa difficoltà non solo non sono soddisfatte del loro aspetto, ma non riescono ad osservarlo e percepirlo con obiettività, bensì lo vedono distorto e peggiore di quello che in realtà è. La dismorfofobia non è solo un'errata valutazione "razionale" del dato percettivo (ad esempio, davanti allo specchio): è un disturbo psicopatologico che va a coinvolgere la rappresentazione del proprio "schema corporeo", e che richiede un intervento specifico.
Il fenomeno è stato confermato anche da studi di neuroimaging: dei pazienti sono stati sottoposti a risonanza magnetica funzionale, una tecnica capace di visualizzare la risposta emodinamica correlata all'attività neuronale dell'encefalo, e i loro pattern di attivazione neurale sono stati messi a confronto con quelli di persone senza patologie alimentari, rivelando alcune differenze significative.
Da non trascurare anche il rischio di effetti di circolo vizioso: il soggetto vive uno stato di ansia e depressione in relazione alla sua situazione, che lo portano a digiunare; la malnutrizione facilita a sua volta uno stato di disforia nell'individuo, intensificando la sua depressione.

### Cause psichiatriche
Nella letteratura scientifica è avanzata l'ipotesi che all'origine dell'anoressia nervosa vi sia una pregressa positività psichiatrica, od una relativa comorbilità, con disturbi della sfera ossessivo-compulsiva; tale comorbilità spiegherebbe la struttura compulsiva ed ossessiva presente soprattutto in una delle due forme della malattia.

### Cause genetiche

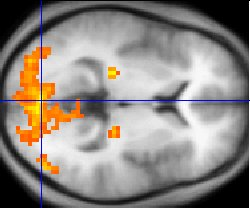
Dati ottenuti con la risonanza magnetica funzionale.

Negli ultimi anni si è spostata l'attenzione nel campo della genetica e in tal senso gli studiosi cercano di stabilire le possibili cause della malattia. Gli studi si sono concentrati sul 5-HT(2A) (un sottotipo recettoriale della serotonina), la cui funzione può risultare alterata durante la fase della pubertà. Un tale funzionamento anomalo si ritiene possa essere possibile causa di anoressia, ma i risultati sono contrastanti.

#### Familiarità
Già in passato si ipotizzò una forma di familiarità della malattia, ipotesi confermata poi da studi successivi, che mostrano un maggiore coinvolgimento nei gemelli monozigoti. Gli ultimi studi sull'ereditabilità, mostrano che i sintomi della malattia hanno ognuno un diverso grado di diffusione. (Per ereditabilità si intende la probabilità che ha una persona di sviluppare una data malattia dovuta ad un gene difettoso ereditato.) Ultimamente, grazie a tali studi, si è presupposto un coinvolgimento per alterazione dei cromosomi 1, 2 e 13, con specifiche localizzazioni.

## Terapia
La terapia dell'anoressia mira al raggiungimento del tetto minimo del 90% del peso corporeo rispetto a quello ideale. Il trattamento, data la diversità delle cause, è molteplice: psicologico, nutrizionale e farmacologico.

### Terapia nutrizionale
È necessaria l'introduzione nel corpo di 1500-1800 kcal al giorno. Variabile in base alle condizioni cliniche del paziente, e modulato da clinici esperti per evitare la sindrome da rialimentazione. Per ridurre la perdita ossea si utilizzano vitamina D e calcio.

### Terapia farmacologica
Sono stati provati molti farmaci, allo scopo di ottenere il più adatto al trattamento della malattia: negli anni sessanta si è tentato l'uso della clorpromazina, un antipsicotico per la cura della schizofrenia.
In seguito venne utilizzato il naltrexone, e, sulla sua falsariga, seguirono diverse altre sperimentazioni con antidolorifici derivati dall'oppio, fra cui il tramadolo, ma con risultati incerti.
Gli studi si sono quindi diretti verso antipsicotici atipici come il risperidone e l'olanzapina, che vengono ancora utilizzati con qualche successo, anche se è sconsigliato fermamente l'uso di tali principi attivi in presenza di demenza, per via della possibile insorgenza di ictus.
Discusso è l'utilizzo degli inibitori selettivi della ricaptazione della serotonina, più conosciuti con il nome di SSRI, noti antidepressivi. Tali farmaci devono essere esclusi in soggetti con crisi epilettiche, ed il Committee on Safety of Medicines ha avvertito che è provato che in soggetti minorenni hanno portato meno benefici rispetto all'aumento della gravità delle situazioni di autolesionismo.. L'uso di questi farmaci non ha portato i risultati sperati (come nel caso della fluoxetina)
Vengono utilizzati anche altri farmaci antidepressivi, della categoria dei Triciclici, come l'amitriptilina, oggetto di studi condotti con il metodo del doppio cieco (viene somministrato ad alcuni pazienti il farmaco ad altri del placebo, senza che questi sappiano di prendere il farmaco o la sostanza innocua). La dose somministrata era in un caso di 175 mg al giorno, e di 160 mg al giorno in un altro, ma i risultati si sono rivelati modesti. Sono in corso test su altri principi attivi, come la mirtazapina, ma il numero delle persone che partecipa agli studi non è ancora sufficiente per ottenere dati certi (anche se sono stati notati dei miglioramenti nei partecipanti).
Le terapie farmacologiche per l'anoressia nervosa si evolvono continuamente, ma non è ancora chiaro quale sia il trattamento di scelta. Terapie psicofarmacologiche specifiche sono invece utilizzate per trattare disturbi in comorbilità con l'anoressia nervosa (es. depressione, disturbi d'ansia, disturbo ossessivo-compulsivo)

### Terapia psicologica
Il trattamento di elezione dell'anoressia nervosa è la psicoterapia, finalizzata ad indagare e rielaborare le problematiche emotive e relazionali più profonde, che si traducono nel rifiuto del cibo.. Diverse forme di psicoterapia sono risultate efficaci, tra cui la psicoterapia dinamica, quella sistemico-relazionale e la psicoterapia cognitivo-comportamentale. Le psicoterapie possono essere individuali, familiari e di gruppo. Le terapie familiari, spesso ben accettate dagli stessi componenti del gruppo familiare, chiamano in causa l'intero sistema relazionale del gruppo famigliare, che è ritenuto avere un importante ruolo patogeno e patoplastico nella nascita, evoluzione e mantenimento del disturbo.
La terapia famigliare porta solitamente buoni risultati ed è la terapia di elezione in pazienti adolescenti.Negli ultimi anni queste forme terapeutiche si sono giovate anche del contributo dato dai gruppi di auto mutuo aiuto, nei quali non esiste la figura del "terapeuta" intesa in senso classico, dove il clinico assume invece il ruolo del "facilitatore", che stimola i componenti del gruppo al dialogo e alla condivisione delle difficoltà emotive e pratiche. I pazienti diventano così i "co-terapeuti" di sé stessi.
Più recentemente sono state proposte altre forme di terapia, dette terapie corporee o terapie body-oriented, che prendono spunto dall'emergente rivoluzione del pensiero cognitivista: l'embodied cognition e le psicoterapie cognitivo-comportamentali di terza generazione. Recenti studi evidenziano che terapie orientate al corpo migliorano e potenziano le strategie terapeutiche standard suggerendo nuovi sviluppi delle psicoterapie.
Nell'ambito delle valutazioni degli interventi psicoterapeutici, si sta cercando di comprendere la percezione dei pazienti relativa alle varie forme di intervento psicologico effettuato; si tratta di un elemento importante, considerando l'ambivalenza dei pazienti rispetto alla malattia. Dalle risposte dei pazienti emerge che sono preferiti gli incontri psicoterapeutici individuali (di gran lunga il trattamento preferito), ed il lavoro clinico focalizzato alla correzione delle abitudini alimentari.

### Terapie per sintomi specifici
All'interno di complessi processi terapeutici si stanno ultimamente sviluppando, in Italia e all'estero, interventi specifici per sintomi circoscritti dell'anoressia come l'esercizio fisico eccessivo e il disturbo dell'immagine corporea. In Italia è stato importato ad esempio il modello Leap, un modello di trattamento cognitivo-comportamentale per trattare l'iperattività nei disturbi alimentari.
Per il trattamento del disturbo dell'immagine corporea in Italia invece sono state proposte diverse strategie terapeutiche tra cui l'utilizzo della realtà virtuale, l'esposizione allo specchio e il body perception treatment.

### Ricovero per anoressia
Le linee guida per il trattamento dei disturbi alimementari indicano diverse tipologie di trattamento ad intensità di cura variabile. In casi in cui la vita può essere in pericolo, come ad esempio nella magrezza estrema con conseguenze cliniche significative, il ricovero ospedaliero può essere imposto, anche in assenza della volontà specifica della paziente ad intraprendere un percorso di cura. Questo particolare tipo di ricovero si chiama TSO (Trattamento Sanitario Obbligatorio) e deve essere ratificato da un giudice che sottoscrive una richiesta specifica del medico curante. Tale tipo di provvedimento medico-legale in Italia è possibile solo nel caso in cui sia dichiarata la momentanea incapacità del paziente di rispondere in modo adeguato alle proprie condizioni di salute, come spesso capita nell'anoressia nervosa.
Altri trattamenti di ricovero possono essere effettuati in regime di Trattamento Riabilitativo Intensivo e prevedono il ricovero di paziente presso reparti ospedalieri specializzati per la cura dei disturbi alimentari. Tali percorsi sono generalmente ricoveri lunghi in cui oltre agli aspetti medico-internistici prevalenti in pazienti con grave deperimento organico vengono affrontate le problematiche psicologiche e riabilitative. In Italia i centri per i disturbi alimentari più grandi che offrono questo tipo di intervento specialistico sono:
- Ospedale Maria Luigia di Parma
- Il Palazzo Francisci di Todi
- Casa di Cura Villa Garda
- Fondazione Stella Maris di Pisa
- Residenza Gruber di Bologna

## Accanimento terapeutico
Spesso le persone affette da anoressia nervosa rifiutano ogni tipo di aiuto e di terapia. In campo medico esiste il dilemma dell'etica medica e dell'accanimento terapeutico, della possibilità da parte dei pazienti di rifiutare ogni cura offerta, rendendo attuabile l'intervento solo quando si perde la propria capacità di ragionare. Nel caso dell'anoressia nervosa esistono diverse correnti di pensiero, che si traducono nelle seguenti posizioni:
- Da una parte si afferma l'impossibilità di un approccio efficace, di una collaborazione della persona affetta da malattia, per via della costrizione stessa che porta ad un desiderio di disubbidienza;[144]
- dall'altra c'è chi afferma che i risultati si vedrebbero soltanto nell'immediato e che nel lungo termine andrebbero scomparendo per tornare a situazioni critiche.[145]

Per riuscire a comprendere se una persona affetta da malattia possa decidere per sé stessa o meno, negli Usa è stato studiato un questionario, chiamato MacCAT-T, ancora oggi ritenuto uno strumento valido. Tale esame non si limita alla comprensione oggettiva da parte del malato della patologia, ma va oltre chiedendo se il soggetto intervistato comprende se sia malato o meno. Quando il soggetto interessato è minorenne le critiche aumentano.
Sono stati fatti studi per comprendere se il trattamento costrittivo sia efficace, notando che in pratica viene utilizzato raramente e soltanto laddove siano presenti tre fattori:
- storia passata di ricadute;
- complessità (per via delle manifestazioni psichiatriche associate);
- pericolo di vita (presenza della sindrome da rialimentazione e indice BMI troppo basso).[150]

## Prevenzione
Esiste un programma di controllo tedesco, denominato "PriMa", effettuato sulle ragazze dai 12 anni in su. Tale programma viene svolto durante l'anno scolastico tramite gli insegnanti. Da uno studio effettuato su più di 60 scuole, a distanza di tre mesi si sono avuti riscontri positivi, sia sulla consapevolezza di sé stessi che del ruolo che il cibo deve assumere. La letteratura successiva rivela che i questionari utilizzati per comprendere i miglioramenti delle persone erano più brevi del necessario, e suggerisce la necessità di ampliamenti a più livelli (sia di domande ma anche di procedimento utilizzato) per comprendere il reale impatto sui giovani, che rimane positivo.

## Prognosi

### Generale
Anche se fra tutti i disturbi alimentari è quello che registra la più alta mortalità, raramente l'anoressia conduce al decesso; i casi di morte vengono registrati anche per suicidio, ed arrivano ad una punta del 5%, anche se suddivisi per decade.
La maggior parte delle donne, dopo cinque anni di cure cliniche, è riuscita a superare lo stato di malattia cronica, arrivando in seguito al recupero completo. Quando lo stato di anoressia è completamente scomparso le persone hanno ottime probabilità di riuscire a condurre una vita normale e superare altri disordini psichiatrici. Spesso, però, il reinserimento sociale, professionale e relazionale non è semplice; chi ha avuto gravi decorsi di anoressia nervosa può rischiare fenomeni di stigmatizzazione sociale. La prognosi cambia a seconda dell'età della persona coinvolta, e nelle persone più adulte risulta peggiore.

### Psicologica- Psichiatrica
Per quanto riguarda i risultati che si hanno sui disturbi più marcati della personalità (cluster C), a distanza di 6 anni dalla fine del trattamento e arrivando anche a 10 anni, gli studi mostrano risultati positivi per quanto riguarda il peso, oltre a disturbi fisici (come l'irsutismo) e diversi disturbi collegabili alle manifestazioni psichiatriche-psicologiche: in tali casi i risultati veramente positivi sono circa il 40%.

### Rischi
Durante la fase di cura i più alti rischi sono dovuti al rifiuto del paziente di collaborare e alla interruzione volontaria del trattamento. Questo suggerisce che bisognerebbe suddividere la cura in due parti: la prima volta al recupero del normale peso corporeo, la seconda intesa ad evitare possibili ricadute.
Studi approfonditi hanno individuato sei "obiettivi da raggiungere" per ridurre il rischio di ricadere nell'anoressia:
1. acquisire una motivazione intrinseca nel voler cambiare;
2. valutare la cura ed il recupero come un "work in progress";
3. percepire l'importanza dell'esperienza del trattamento;
4. sviluppare relazioni di supporto sociale;
5. acquisire consapevolezza e tolleranza delle proprie emozioni negative, e riuscire a gestirle;
6. riuscire ad acquisire autostima.

### Mortalità per suicidio
L'"ideazione suicidaria", seguita o meno dall'effettivo tentativo di porre fine alla propria vita, è molto diffusa nei disturbi dell'alimentazione; l'anoressia si pone seconda, preceduta soltanto dalla bulimia nervosa. I tentativi reali di suicidio non sono però molto diffusi nelle persone affette da anoressia: studi effettuati in passato su larga scala hanno mostrato che la percentuale supera di poco l'1% dei casi.
Nell'evolversi della malattia diverse persone continuano a pensare alla morte, immaginandola di frequente; si tratta spesso di un processo correlato alla forte depressione che consegue al lungo decorso. Fra le due forme di anoressia, secondo recenti studi, quella meno soggetta ad atti di suicidio è la forma restrittiva. Altri studi sottolineano la particolarità di questo fenomeno, notando che la maggior parte dei decessi (o la totalità di essi, a seconda del numero di persone su cui si effettuano gli studi), sono dovuti alla malattia, e soprattutto all'interruzione della cura.
Anche il più importante studio meta-analitico condotto sull'incidenza dei suicidi per anoressia nervosa, effettuato da italiani, conferma tali dati, aggiungendo che l'incidenza rispetto alla popolazione non affetta dalla malattia rimane nettamente inferiore.